# Ministère de l'Éducation supérieure et de la Recherche scientifique
Le Ministère de l'Enseignement supérieur et de la Recherche scientifique (arabe : وزارة التعليم العالي والبحث العلمي) est le département ministériel du gouvernement yéménite chargé de veiller au bon fonctionnement de l'enseignement supérieur et de la recherche scientifique.

## Liste des ministres
| Début            | Fin      | Ministre               | Gouvernement |
| ---------------- | -------- | ---------------------- | --- |
| 18 décembre 2020 | En poste | Khaled Al-Wasabi       | Gouvernement Maïn Abdelmalek Saïd (2)                                                                                           |
| 2014             | 2015     | Mohamed al-Mutaher     | Gouvernement Khaled Bahah (1) Gouvernement Khaled Bahah (2) Gouvernement Ahmed ben Dagher Gouvernement Maïn Abdelmalek Saïd (1) |
| 2011             |          | Hicham Charaf Abdallah | Gouvernement Mohamed Basindawa                                                                                                  |

## Annexe